# Maciu Dunadamu
Maciu Samaidrawa Dunadamu (ur. 14 czerwca 1986) – fidżyjski piłkarz grający na pozycji napastnika. Od 2012 roku jest zawodnikiem klubu Hekari United.

## Kariera klubowa
Karierę piłkarską Dunadamu rozpoczął klubie Labasa FC. W 2006 roku zadebiutował w jego barwach w pierwszej lidze Fidżi. W 2007 roku wywalczył z Labasą mistrzostwo Fidżi, a w 2011 roku wygrał Inter-District Championship. W 2012 roku przeszedł do Hekari United z Papui-Nowej Gwinei.

## Kariera reprezentacyjna
W reprezentacji Fidżi Dunadamu zadebiutował w 2007 roku. W 2008 roku zajął trzecie miejsce z Fidżi w Pucharze Narodów Oceanii. Wystąpił również w 2012 roku w Pucharze Narodów Oceanii 2012.